# ماريون ميد
ماريون ميد (بالإنجليزية: Marion Meade)‏ (7 يناير 1934، بيتسبرغ في الولايات المتحدة)؛ كاتِبة وروائية أمريكية.

## روابط خارجية
- ماريون ميد على موقع IMDb (الإنجليزية)
- ماريون ميد على موقع قاعدة بيانات الفيلم (الإنجليزية)